# London Dreams
London Dreams è un film del 2009 diretto da Vipul Shah.